# 109573 Mishasmirnov
109573 Mishasmirnov este un asteroid din centura principală de asteroizi.

## Descriere
109573 Mishasmirnov este un asteroid din centura principală de asteroizi. A fost descoperit pe 20 august 2001 la Observatorul de Astrofizică din Crimeea. Asteroidul prezintă o orbită caracterizată de o semiaxă mare de 2,63 ua, o excentricitate de 0,27 și o înclinație de 4,6° în raport cu ecliptica.